# Хосеба Андоні Лейсаола
Хосеба Андоні Лейсаола Аспіазу (баск.Joseba Andoni Leizaola Azpiazu 3 січня 1931 — 6 січня 2017) — баскський політик. Голова Парламенту Країни Басків 1990-1998.

## Біографія
Народився 3 січня 1931 року в місті Доностія. Батько Рікардо Лейсаола був засновником газети El Día. В 1940-ві переїхав в Венесуелу рятуючись від режиму Франціско Франко.Хосеба Лейсаола був головою БНП в Гіпускайя. В 1980-му обраний депутатом в Парламент Країни Басків. Був депутатом до 1998.
Помер 6 січня 2017 року після тривалої важкої хвороби.